# Henry Berenger
Pour l'homme politique, voir Henry Bérenger.
Henry Berenger fut l'organiste de la Cathédrale Notre-Dame de Paris de 1568 à 1570.